# Ray Charnley
Raymond Ogden "Ray" Charnley (Lancaster, 29 mei 1935 – Rossall, 15 november 2009) was een Engels voetballer.
De aanvaller speelde achtereenvolgens bij Morecambe (1954-1957), Blackpool (1957-1967), Preston North End (1967-1968), Wrexham (1968), Bradford Park Avenue (1969-1970) en Morecambe (1970-1972). Hij speelde eenmaal mee in de Engelse nationale ploeg, in 1962. Bij Blackpool was hij de op twee na grootste topscorer ooit.